# Grammotaulius signatipennis
Grammotaulius signatipennis är en nattsländeart som beskrevs av Mclachlan 1876. Grammotaulius signatipennis ingår i släktet Grammotaulius och familjen husmasknattsländor. Arten är reproducerande i Sverige. Inga underarter finns listade i Catalogue of Life.